# ATS Tipo 100
ATS Tipo 100 är en formel 1-bil, tillverkad av den italienska formelbilstillverkaren Automobili Turismo e Sport 1963.

## Bakgrund
Carlo Chiti och Giotto Bizzarrini hade lämnat Ferrari hösten 1961 efter en kontrovers med Enzo Ferrari. Uppbackade av bland andra greve Volpi från Scuderia Serenissima började de bygga egna bilar i konkurrens med sin förre arbetsgivare. Det nya företaget drabbades snart av splittring, då Bizzarrini och Volpi hoppade av hösten 1962. Den kvarvarande styrkan arbetade vidare under namnet Automobili Turismo e Sport.

## Utveckling
ATS Tipo 100 var ovanligt liten och lätt, byggd runt en traditionell fackverksram. Chiti hade konstruerat en V8-motor med Weber-förgasare, när andra tillverkare börjat gå över till bränsleinsprutning. Stallets begränsade finanser fördröjde debuten halvvägs in på säsongen 1963 och problemen med tillförlitligheten löstes aldrig.
I slutet av 1963 föll ATS samman och Chiti gick vidare till Autodelta. En av F1-bilarna såldes till det brittiska stallet Derrington-Francis. Bilen byggdes om och tävlade en gång under 1964, i Italiens Grand Prix, med lika lite framgång.

## Tekniska data
| Tekniska data           | ATS Tipo 100                                                          |
| ----------------------- | --------------------------------------------------------------------- |
| Motor:                  | Mittmonterad 90° 8-cylindrig V-motor                                  |
| Cylindervolym:          | 1494 cm³                                                              |
| Borrning x slaglängd:   | 66,0 x 54,6 mm                                                        |
| Max effekt vid varvtal: | 190 hk vid 10 000 v/min                                               |
| Ventilstyrning:         | Dubbla överliggande kamaxlar per cylinderrad, 2 ventiler per cylinder |
| Förgasare:              | 4 st Weber 40 IDM                                                     |
| Växellåda:              | 6-växlad manuell                                                      |
| Hjulupphängning:        | Dubbla tvärlänkar, skruvfjädrar                                       |
| Bromsar:                | Skivbromsar                                                           |
| Chassi & kaross:        | Fackverksram med aluminiumkaross                                      |
| Hjulbas:                | 232 cm                                                                |
| Torrvikt:               | 460 kg                                                                |

## Tävlingsresultat

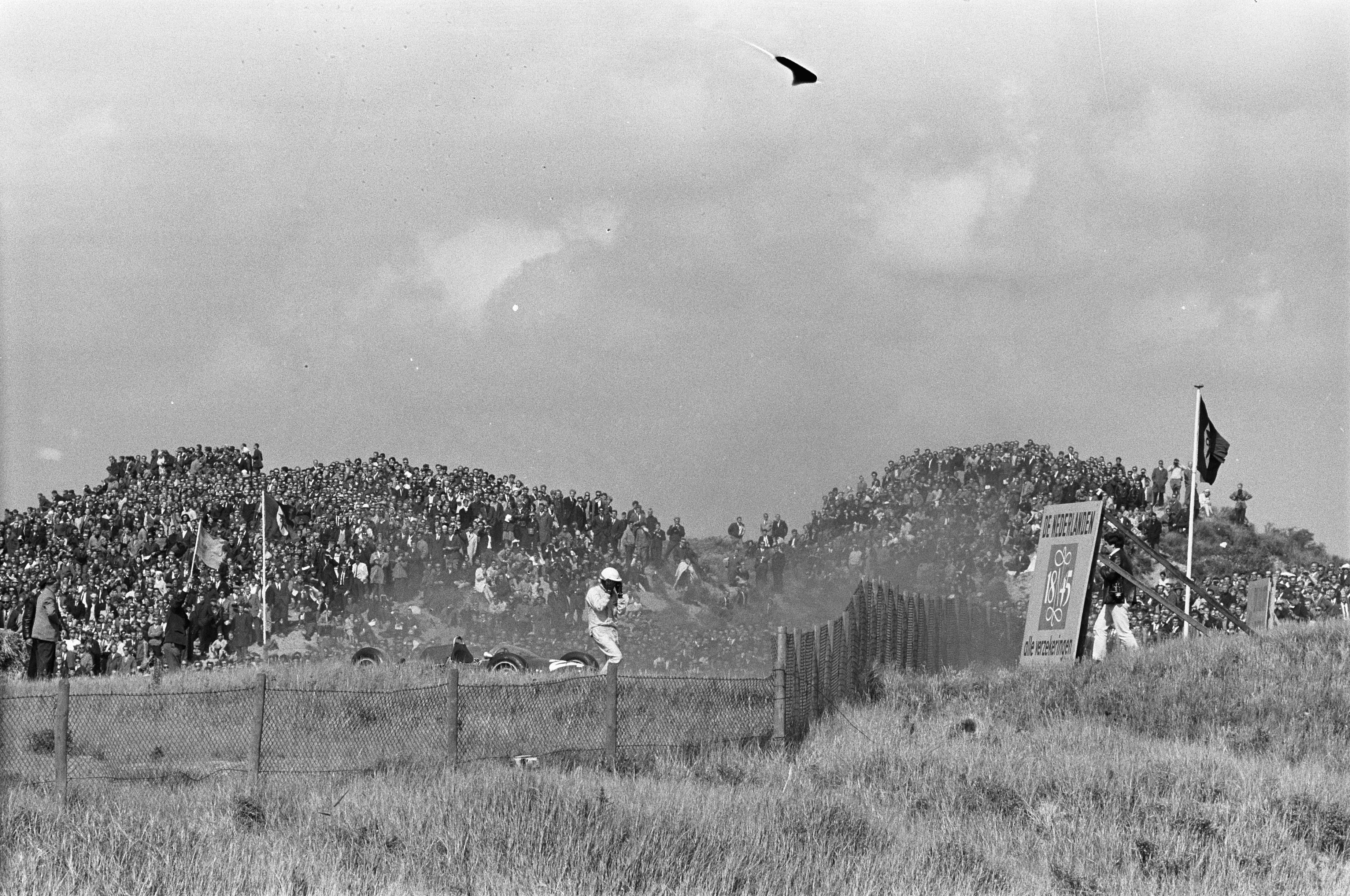
Phil Hill bryter Nederländernas Grand Prix 1963.

### Formel 1-VM 1963
ATS debuterade i Belgiens Grand Prix 1963. Phil Hill och Giancarlo Baghetti deltog bara i fem lopp under stallets enda aktiva säsong och bröt fyra av dem. Hill slutade på elfte plats i Italiens Grand Prix, sju varv efter segraren Jim Clark. Baghetti kom in på femtonde plats i loppet.